# Milizia postelegrafonica
La Milizia postelegrafonica era una specialità della MVSN con compiti di polizia delle comunicazioni.

## Storia ed organizzazione
La Milizia postelegrafonica fu istituita con regio decreto 16 luglio  1925, n. 1466 modificata dalla legge 8 luglio 1929 n. 1373. Svolgeva la sua attività nell'ambito dei servizi postali, telegrafici e telefonici a tutela degli interessi dell'erario e per concorrere ai servizi di polizia e di sicurezza.
Era alla dipendenza disciplinare del Comando generale della MVSN, per l'impiego tecnico del Ministero delle comunicazioni. Gli ufficiali assumono la qualità di ufficiali di polizia giudiziaria, i capisquadra ed i militi, quella di agenti di polizia giudiziaria.
Era costituita dal personale appartenente alle amministrazioni delle Poste, dei Telegrafi e dei Telefoni.
A differenza delle altre specialità della Milizia Volontaria Fascista, non è formata in Legioni ma soltanto in Reparti. Questi sono costituiti a: Roma, Milano, Palermo, Genova, Trieste, Bari, Brescia, Napoli, Venezia e portano rispettivamente la denominazione: Armando Canalini, Emilio Tonali, Amos Maramotti, Francesco Crispi, Intrepido, Guglielmo Oberdan, Vittorio Locchi, Fausto Lunardini, Nicola Bonservizi, Annibale Foscari. In seguito, nel 1941, i reparti aumentarono a 32.
Dopo la caduta del fascismo e la costituzione della Repubblica Sociale Italiana, venne costituita la Guardia Nazionale Repubblicana postelegrafonica con un comando centrale, una scuola ad Urago Mella e 27 reparti.

## Uniforme e distintivi
Il personale della Milizia postelegrafonica vestiva l'uniforme grigioverde della MVSN, con pantaloni lunghi per il servizio di banchina. Si distingueva per le filettature cremisi delle fiamme nere, dei fregi e delle controspalline. Come per tutta la MVSN, i fascetti littori sostituivano sulle fiamme le stellette delle Regie Forze Armate.
Il fregio, portato sul fez nero e sul berretto rigido, era costituito da un corno postale sovrastato da un fascio littorio, racchiuso tra due rami d'ulivo sormontati dalla corona d'Italia. Nel tondino posto sotto il fascio era riportato il numerale romano del reparto.

## Ordine di battaglia: 1935
- Comando Centrale (Roma)
- 1º Reparto P.T. (Roma)
- 2º Reparto P.T. (Milano)
- 3º Reparto P.T. (Torino)
- 4º Reparto P.T. (Palermo)
- 5º Reparto P.T. (Genova)
- 6º Reparto P.T. (Trieste)
- 7º Reparto P.T. (Bari)
- 8º Reparto P.T. (Brescia)
- 9º Reparto P.T. (Bologna)
- 10º Reparto P.T. (Napoli)
- 11º Reparto P.T. (Ancona)
- 12º Reparto P.T. (Venezia)
- 13º Reparto P.T. (Firenze)
- 14º Reparto P.T. (Bolzano)
- 15º Reparto P.T. (Cagliari)
- 16º Reparto P.T. (Alessandria)
- 17º Reparto P.T. (Parma)
- 18º Reparto P.T. (Verona)
- 19º Reparto P.T. (Pisa)
- 20º Reparto P.T. (Foligno)
- 21º Reparto P.T. (Sulmona)
- 22º Reparto P.T. (Salerno)
- 23º Reparto P.T. (Castrovillari)
- 24º Reparto P.T. (Foggia)
- 26º Reparto P.T. (Reggio Calabria)
- 27º Reparto P.T. (Messina)[4]